# سقرچین (شهریار)
سقرچین (شهریار)، روستایی از توابع بخش مرکزی شهرستان شهریار در استان تهران ایران است.

## جمعیت
این روستا در دهستان جوقین قرار دارد و براساس سرشماری مرکز آمار ایران در سال ۱۳۸۵، جمعیت آن ۱۰۰+۱ نفر (۱۸۳خانوار) بوده‌است.